# Myles Carter
Myles Justin Carter (Chicago, 15 maggio 1997) è un cestista statunitense.